# 1257
سنة 1257 كانت سنة بسيطة تبدأ يوم الإثنين (الرابط يظهر نموذج التقويم الكامل للسنة) من التقويم اليولياني.

## أحداث
- تأسيس مدينة غورجوف ويلكوبولسكي وتقع حاليا في بولندا.
- تأسيس مدينة خوجوف وتقع حاليا في بولندا.

## مواليد
- أبو عبد الله محمد الثالث.
- برسوم العريان.
- ماريا من هنغاريا (ملكة نابولي).

## وفيات
- عز الدين أيبك.
- شجر الدر.
- شرف الدين المرسي.
- قيس بن منصور الداديخي.
- كيقباد الثاني.